# 莫臥兒-拉其普特戰爭 (1525年)
莫臥兒-拉其普特戰爭（Mughal-Rajput War），是1525年帖木兒帝國阿富汗統治者巴布爾入侵旁遮普地區的戰役。因為有鄂圖曼帝國提供的火器，很快打敗拉其普特人，但直到年底他才入侵印度斯坦。

## 事後
在這一仗後巴布爾和拉其普特人暫時相安無事，直到第一次帕尼帕特战役殺死德里蘇丹易卜拉欣·洛提為止，之後屢有小衝突，直到阿克巴把他們大部分人收服為止。